# 22. ceremonia wręczenia Europejskich Nagród Filmowych
22. ceremonia wręczenia Europejskich Nagród Filmowych miała miejsce w Bochum 12 grudnia 2009 roku. 7 listopada br. zostały ogłoszone nominacje do nagród.
Najwięcej nominacji do nagród Europejskiej Akademii Filmowej zdobył francuski film Prorok w reżyserii Jacques’a Audiarda. Obraz otrzymał łącznie sześć nominacji, w tym dla najlepszego europejskiego filmu. Na drugim miejscu wraz z pięcioma nominacjami uplasował się laureat Oscara w 2009 roku za najlepszy film Slumdog. Milioner z ulicy w reżyserii Danny’ego Boyle’a. Zarówno film, jak i reżyser otrzymali nominacje w głównym kategoriach. Nie obyło się bez nominacji dla Deva Patela, głównego aktora obrazu. Na trzecim miejscu pod względem uzyskanych nominacji uplasował się zdobywca Złotej Palmy w Cannes w 2009 roku, obraz niemieckiego reżysera Michaela Haneke − Biała wstążka.
W kategorii najlepszych aktorek nominację otrzymała Kate Winslet i jej oscarowa rola w filmie Lektor. Również laureatka Złotej Palmy dla najlepszej aktorki Festiwalu w Cannes, Charlotte Gainsbourg otrzymała nominację za rolę w obrazie Antychryst. Za rolę w filmie Przerwane objęcia nominację otrzymała Penélope Cruz, której to już siódma nominacja do Europejskich Nagród Filmowych. Listę zamykały Yolande Moreau (laureatka tegorocznego Cezara dla najlepszej aktorki) oraz Noomi Rapace i debiutantka Katie Jarvis.
W kategorii najlepszego aktora nominację otrzymali: David Kross za film Lektor, gdzie partnerował Kate Winslet; wspomniany już wyżej Dev Patel; Tahar Rahim za film Prorok; niemiecki aktor Moritz Bleibtreu za rolę w historycznym Baader-Meinhof. Listę zamykali Włoch Filippo Timi oraz Steve Events.
Polskimi kandydatami do nagród byli: Tatarak Andrzeja Wajdy oraz 33 sceny z życia Małgorzaty Szumowskiej, jednak filmy nie otrzymały żadnej nagrody. Nominację do nagrody Prix d’Excellence otrzymał polski charakteryzator Waldemar Pokromski, który pracował nad filmem Baader-Meinhof. Rok wcześniej w tej kategorii nagrodę odebrała Magdalena Biedrzycka. Dwie nominacje w kategorii filmu dokumentalnego otrzymali Marcel Łoziński za film Post restante oraz Paweł Ferdek za obraz Szklana pułapka.
Najwięcej nagród i w najważniejszych kategoriach otrzymał film Biała wstążka Michaela Haneke, który otrzymał statuetki za najlepszy film, scenariusz i dla reżysera roku.
Dwie nagrody otrzymał laureat Oscara za najlepszy film, obraz Slumdog. Milioner z ulicy. Obraz otrzymał nagrodę publiczności - People’s Choice Awards i wyróżnienie dla operatora Anthony’ego Doda Mantle’a.
W kategoriach aktorskich nagrodzonymi zostali: Kate Winslet za rolę w brytyjskim obrazie Lektor i Francuz Tahar Rahim za rolę w filmie Prorok. Film Prorok, pomimo otrzymania największej liczby nominacji otrzymał właśnie tylko tę jedną nagrodę, za grę aktorską.
Najlepszym filmem krótkometrażowym okazał się film Marcela Łozińskiego Poste restante. Natomiast nagrodę krytyków zrzeszonych w organizacji FIPRESCI otrzymał Andrzej Wajda i jego ostatni film Tatarak.

## Laureaci i nominowani
Laureaci nagród wyróżnieni są wytłuszczeniem

### Najlepszy Europejski Film
- /// Biała wstążka, reż. Michael Haneke
- Fish Tank, reż. Andrea Arnold
- Pozwól mi wejść, reż. Tomas Alfredson
- Slumdog. Milioner z ulicy, reż. Danny Boyle
- / Prorok, reż. Jacques Audiard
- / Lektor, reż. Stephen Daldry

### Najlepszy Europejski Reżyser
- Michael Haneke − Biała wstążka
- Pedro Almodóvar − Przerwane objęcia
- Jacques Audiard − Prorok
- Danny Boyle − Slumdog. Milioner z ulicy
- Andrea Arnold − Fish Tank
- Lars von Trier − Antychryst

### Najlepsza Europejska Aktorka
- Kate Winslet − Lektor
- Penélope Cruz − Przerwane objęcia
- Charlotte Gainsbourg − Antychryst
- Katie Jarvis − Fish Tank
- Yolande Moreau − Serafina
- Noomi Rapace − Millennium: Mężczyźni, którzy nienawidzą kobiet

### Najlepszy Europejski Aktor
- Tahar Rahim − Prorok
- Moritz Bleibtreu − Baader-Meinhof
- Steve Evets − Szukając Erica
- David Kross − Lektor
- Dev Patel − Slumdog. Milioner z ulicy
- Filippo Timi − Zwycięzca

### Najlepszy Europejski Scenarzysta
- Michael Haneke − Biała wstążka
- Jacques Audiard i Thomas Bidegain − Prorok
- Simon Beaufoy − Slumdog. Milioner z ulicy
- Gianni Di Gregorio − Obiad w środku sierpnia

### Najlepszy Europejski Operator
- Anthony Dod Mantle − Antychryst i Slumdog. Milioner z ulicy
- Christian Berger − Biała wstążka
- Stéphane Fontaine − Prorok
- Maxim Drozdov i Alisher Khamidkhodzhaev − Papierowy żołnierz

### Najlepszy Europejski Kompozytor
- Alberto Iglesias − Przerwane objęcia
- Alexandre Desplat − Coco Chanel
- Jacob Groth − Millennium: Mężczyźni, którzy nienawidzą kobiet
- Johan Söderqvist − Pozwól mi wejść

### Nagroda Prix d’Excellence Europejskiej Akademii Filmowej
- Francesca Calvelli za montaż do filmu Zwycięzca
- Waldemar Pokromski za charakteryzację do filmu Baader-Meinhof
- Catherine Leterrier za kostiumy do filmu Coco Chanel
- Brigitte Taillandier, Francis Wargnier, Jean-Paul Hurier & Marc Doisne za dźwięk do filmu Prorok

### Najlepszy Europejski Film Animowany
- Mia i Migunki, reż. Jacques-Rémy Girerd
- / Sekret księgi z Kells, reż. Tomm Moore
- / Renifer Niko ratuje święta, reż. Michael Hegner i Kari Juusonen

### Europejskie Odkrycie Roku
- / Katalin Varga – Peter Strickland
- / Ajami – Scandar Copti i Jaron Szani
- / Drugi brzeg – George Ovashvili
- / Sois sage – Juliette Garcias
- / Jesień – Özcan Alper

### Najlepszy Europejski Film Dokumentalny – Prix ARTE
- Odgłosy owadów - zapiski mumii – Peter Liechti
- /// Kucharze historii – Péter Kerekes
- Birma VJ – Anders Østergaard
- / Pod poziomem morza – Gianfranco Rosi
- / Dezinformacja – Jo’aw Szamir
- / Wyklęci z morza – Jawad Rhalib
- Serce z Jenin – Leon Geller i Marcus Vetter
- Plaże Agnes – Agnès Varda
- / Kobieta z pięcioma słoniami – Vadim Jendreyko
- / Pianomania – Robert Cibis i Lilian Franck

### Najlepszy Europejski Film Krótkometrażowy – Prix UIPu
- Prix UIP Kraków:  Poste restante – Marcel Łoziński
- Prix UIP Berlin:  Cierpienia panaKarpfa - urodziny – Lola Randl
- Prix UIP Wenecja:  Sinner – Meni Philip
- Prix UIP Valladolid:  Morderstwo zaczyna się od M – Magnus Holmgren
- Prix UIP Angers:  Was bleibt – David Nawrath
- Prix UIP Tampere:  Szklana pułapka – Paweł Ferdek
- Prix UIP Grimstad: / Pomiędzy snami – Iris Olsson
- Prix UIP Vila do Conde: / Renovare – Paul Negoescu
- Prix UIP Edynburg:  Peter in Radioland – Johanna Wagner
- Prix UIP Sarajewo:  The Herd – Ken Wardrop
- Prix UIP Drama: / Bonne nuit – Valéry Rosier
- Prix UIP Cork:  14 – Asitha Ameresekere
- Prix UIP Ghent:  Zwemles – Danny De Vent

### Nagroda Publiczności (People’s Choice Award)
- Slumdog. Milioner z ulicy – Danny Boyle
- Baader-Meinhof – Uli Edel
- Przerwane objęcia – Pedro Almodóvar
- Coco Chanel – Anne Fontaine
- Księżna – Saul Dibb
- Wyprawa na Księżyc 3D – Ben Stassen
- Millennium: Mężczyźni, którzy nienawidzą kobiet – Niels Arden Oplev
- Pozwól mi wejść – Tomas Alfredson
- Obiad w środku sierpnia – Gianni di Gregorio
- Transporter 3 – Olivier Megaton

### Nagroda Krytyków − Prix FIPRESCI
- Tatarak – Andrzej Wajda

### Europejska Nagroda Filmowa za Całokształt Twórczości
- Ken Loach

### Nagroda za Osiągnięcia w Światowej Kinematografii – Prix Screen International
- Isabelle Huppert

### Nagroda dla koproducentów – Prix EUROIMAGE
- Diana Elbaum i Jani Thiltges